# Heerlijkheid Scharfeneck

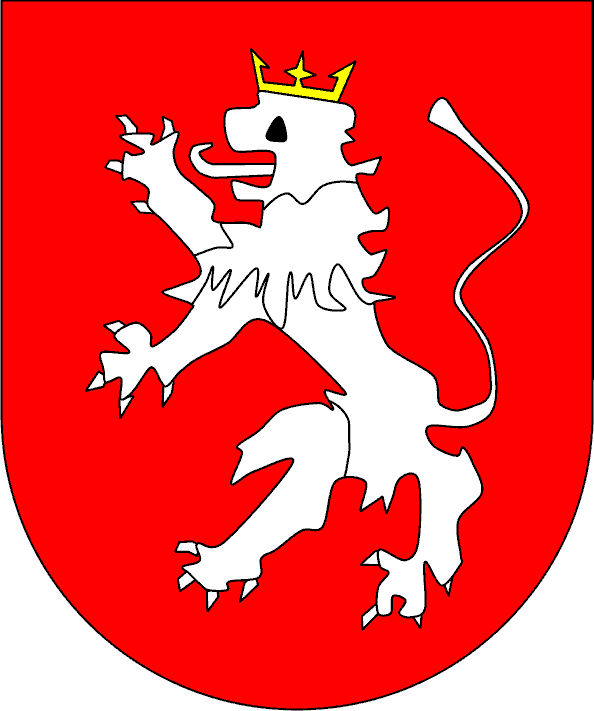
Heerlijkheid Scharfeneck

Scharfeneck was een tot de ridderkreits Rijn behorende heerlijkheid binnen de rijksridderschap van het Heilige Roomse Rijk
De burcht Altscharfeneck in Frankweiler (Rijnland-Palts) is gebouwd door keizer Frederik I Barbarossa. De burcht werd in beheer gegeven van Hendrik van Scharfenberg, die zich vanaf 1219 Van Scharfeneck noemt. Na het uitsterven van de familie in de dertiende eeuw kwam de burcht aan Jan van Metze. Deze bouwde de burcht Neuscharfeneck. De heerlijkheid kwam in 1416 aan het keurvorstendom van de Palts.
Keurvorst Filips I schonk de heerlijkheid aan Lodewijk, de onwettige zoon van keurvorst Frederik I uit zijn relatie met Klara Dettin. In 1488 werd Lodewijk tevens graaf van Löwenstein. Na de dood van Frederik I van Löwenstein-Wertheim in 1541 werd hij in Scharfeneck opgevolgd door zijn oudste zoon Wolfgang I. Deze afzonderlijke tak Löwenstein-Scharfeneck stierf in 1633 uit, waarna de heerlijkheid aan Löwenstein-Wertheim-Rochefort kwam.
In 1797 werd de heerlijkheid bij Frankrijk ingelijfd.

## Gebied
Tot de heerlijkheid behoorden een derde van Albersweiler (de andere twee-derden behoorden tot het vorstendom Palts-Zweibrücken), Sankt Johann en Maudach.

## Regenten
| regering  | naam           | geboren    | overleden  | familie                       |
| --------- | -------------- | ---------- | ---------- | ----------------------------- |
| -1524     | Lodewijk       | 29-09-1463 | 28-03-1524 | zoon van keurvorst Frederik I |
| 1524-1541 | Frederik I     | 19-08-1502 | 03-02-1541 | zoon                          |
| 1541-1571 | Wolfgang I     | 06-03-1527 | 27-11-1571 | zoon                          |
| 1571-1581 | Hendrik        | 29-07-1553 | 02-01-1581 | zoon                          |
| 1581-1596 | Wolfgang II    | 19-08-1555 | 29-11-1596 | broer                         |
| 1596-1633 | Georg Lodewijk | 25-01-1587 | 03-01-1633 | zoon                          |